# Michalīs Oikonomou
Michalīs Oikonomou (in greco: Μιχάλης Οικονόμου; 6 settembre 1966) è un ex calciatore cipriota, di ruolo difensore.

## Carriera
Ha giocato 2 partite per la nazionale cipriota dal 1991 e il 1994.